# 蕭俶
蕭俶（?—?），唐朝官员，出自兰陵萧氏，蕭嵩的曾孙，萧华之孙，萧恒的儿子，徐国公萧俛、蕭傑的弟弟。
蕭俶以门荫授官。太和年间，累迁至河南少尹。唐文宗问李石：“褚遂良以谏议大夫兼起居郎，今谏议谁能担任？可言其人。”李石推荐冯定、孙简、萧俶、李让夷，唐文宗说：“李让夷可以。”太和九年（835年）五月，拜蕭俶为谏议大夫。开成二年（837年），出为楚州刺史，以诏书并绢三百通过萧俶转给萧俛。开成四年（839年）三月，转任越州刺史、御史中丞、浙东都团练观察使。会昌年间，入朝为左散骑常侍，转任检校刑部尚书、华州刺史、潼关防御等使。大中初年，在华州时因为断狱不法，授太子宾客分司。大中四年（860年），检校户部尚书、兖州刺史、兖沂海节度使。入朝为太子宾客。大中十二年（858年）三月，以朝请大夫、检校刑部尚书、华州刺史、上柱国、酂县开国男、食邑三百户、赐紫金鱼袋萧俶为太子宾客，分司东都。不久去世。其子蕭庸，字應之。